# Timandra latistriga
Timandra latistriga là một loài bướm đêm trong họ Geometridae.